# Branka Kozić
Branka Kozić (* 12. Mai 1977) ist eine kroatische Fußballspielerin.
Kozić debütierte als 17-Jährige am 10. März 1994 in einem Freundschaftsspiel gegen die Auswahl Sloweniens. Seitdem bestritt sie 30 Länderspiele für Kroatien, wobei ihr sieben Tore gelangen. Sie spielte auf Vereinsebene beim kroatischen Verein NK WFC Osijek.